# Born Free (soundtrack)
Born Free is de originele soundtrack, gecomponeerd en gedirigeerd door John Barry voor de film Born Free uit 1966 van James Hill. Het album werd op elpee uitgebracht in 1966 door MGM Records.

## Achtergrond
In 1967 tijdens de 39ste Oscaruitreiking won Barry met zijn filmmuziek de Oscar voor beste originele muziek. Ook won hij samen met Don Black de Oscar voor beste originele nummer voor het lied "Born Free" (muziek: Barry en tekst: Black).
In 2000 bracht Varèse Sarabande een uitgebreide versie uit met 17 tracks, uitgevoerd door The Royal Scottish National Orchestra onder leiding van Frédéric Talgorn. In 2004 bracht Film Score Monthly de originele versie uit op cd.
In 2005 gebruikte Hans Zimmer een sample van "Born Free" in de soundtrack Madagascar.

## Tracklijst
Alle muziek en teksten zijn geschreven door John Barry, tenzij anders vermeld. 
| 1.                 | Main Title - Born Free                                        | 2:39 |
| 2.                 | The Hunt                                                      | 3:13 |
| 3.                 | Elsa at Play                                                  | 4:36 |
| 4.                 | The Death of Pati                                             | 3:34 |
| 5.                 | Waiting for Joy                                               | 1:57 |
| 6.                 | Killing at Kiunga                                             | 2:35 |
| 7.                 | Born Free – Matt Monro (muziek: John Barry; tekst: Don Black) | 2:48 |
| 8.                 | Holiday With Elsa                                             | 2:47 |
| 9.                 | Flirtation                                                    | 4:07 |
| 10.                | Warthog Hunt                                                  | 2:20 |
| 11.                | Fight of the Lioness                                          | 2:37 |
| 12.                | Reunion/Born Free                                             | 5:51 |
| Totale duur: 39:04 |                                                               |      |

## Prijzen en nominaties
| Jaar | Prijs                 | Categorie                                                             | Genomineerde(n)                                           | Uitslag     |
| ---- | --------------------- | --------------------------------------------------------------------- | --------------------------------------------------------- | ----------- |
| 1967 | Academy Award (Oscar) | Beste filmmuziek                                                      | John Barry                                                | Gewonnen    |
| 1967 | Academy Award (Oscar) | Beste filmsong                                                        | John Barry (muziek) en Don Black (tekst) voor "Born Free" | Gewonnen    |
| 1967 | Golden Globe          | Beste filmmuziek                                                      | John Barry                                                | Genomineerd |
| 1967 | Golden Globe          | Beste filmsong                                                        | John Barry (muziek) en Don Black (tekst) voor "Born Free" | Genomineerd |
| 1967 | Grammy Award          | Song of the Year                                                      | John Barry voor "Born Free"                               | Genomineerd |
| 1967 | Grammy Award          | Best Original Score Written for a Motion Picture or a Television Show | John Barry                                                | Genomineerd |
| 1967 | Grammy Award          | Best Instrumental Arrangement                                         | John Barry voor "Born Free"                               | Genomineerd |